# 제69회 골든 글로브상
제69회 골든 글로브상은 2011년 상영된 영화 중 가장 뛰어난 영화를 수상하기 위해 2012년 1월에 열린 시상식이다.

## 수상 및 후보

### 세실 B. 데밀 상
- 모건 프리먼 수상

### 작품상-드라마
- 디센던트 - 알렉산더 페인 수상
- 헬프 - 테이트 테일러
- 휴고 - 마틴 스코세이지
- 더 아이즈 오브 마치 - 조지 클루니
- 머니볼 - 베넷 밀러
- 워 호스 - 스티븐 스필버그

### 여우주연상-드라마
- 철의 여인 - 메릴 스트립 수상
- 앨버트 놉스 - 글렌 클로즈
- 헬프 - 비올라 데이비스
- 밀레니엄 : 여자를 증오한 남자들 - 루니 마라
- 어바웃 케빈 - 틸다 스윈튼

### 남우주연상-드라마
- 디센던트 - 조지 클루니 수상
- J. 에드가 - 레오나르도 디카프리오
- 셰임 - 마이클 패스벤더
- 더 아이즈 오브 마치 - 라이언 고슬링
- 머니볼 - 브래드 피트

### 작품상-뮤지컬코미디
- 아티스트 - 미셀 하자나비시우스 수상
- 50/50 - 조나단 레빈
- 내 여자친구의 결혼식 - 폴 페이그
- 미드나잇 인 파리 - 우디 앨런
- 마이 위크 위드 마릴린 - 사이먼 커티스

### 여우주연상-뮤지컬코미디
- 마이 위크 위드 마릴린 - 미셸 윌리엄스 수상
- 카니지 - 조디 포스터
- 영 어덜트 - 샤를리즈 테론
- 내 여자친구의 결혼식 - 크리스틴 위그
- 카니지 - 케이트 윈슬렛

### 남우주연상-뮤지컬코미디
- 아티스트 - 장 뒤자르댕 수상
- 더 가드 - 브렌단 글리슨
- 50/50 - 조셉 고든 레빗
- 크레이지, 스투피드, 러브 - 라이언 고슬링
- 미드나잇 인 파리 - 오웬 윌슨

### 여우조연상
- 헬프 - 옥타비아 스펜서 수상
- 아티스트 - 베레니스 베조
- 헬프 - 제시카 차스테인
- 앨버트 놉스 - 자넷 맥티어
- 디센던트 - 쉐일린 우들리

### 남우조연상
- 비기너스 - 크리스토퍼 플러머 수상
- 마이 위크 위드 마릴린 - 케네스 브래너
- 드라이브 - 앨버트 브룩스
- 머니볼 - 조나 힐
- 댄저러스 메소드 - 비고 모텐슨

### 장편애니메이션상
- 틴틴 : 유니콘호의 비밀 - 스티븐 스필버그 수상
- 아더 크리스마스 - 베리 쿡 외 1명
- 카 2 - 존 라세터 외 1명
- 장화신은 고양이 - 크리스 밀러
- 랭고 - 고어 버빈스키

### 외국어 영화상
- 씨민과 나데르의 별거 - 아쉬가르 파라디 수상
- 진링의 13소녀 - 장이머우
- 피와 꿀의 땅에서 - 안젤리나 졸리
- 자전거 탄 소년 - 장 피에르 다르덴
- 내가 사는 피부 - 페드로 알모도바르

### 감독상
- 휴고 - 마틴 스코세이지 수상
- 미드나잇 인 파리 - 우디 앨런
- 더 아이즈 오브 마치 - 조지 클루니
- 아티스트 - 미셀 하자나비시우스
- 디센던트 - 알렉산더 페인

### 각본상
- 미드나잇 인 파리 - 우디 앨런 수상
- 아티스트 - 미셀 하자나비시우스
- 디센던트 - 냇 팩슨 외 2명
- 더 아이즈 오브 마치 - 조지 클루니 외 2명
- 머니볼 - 아론 소킨 외 2명

### 음악상
- 아티스트 - 루도빅 바우스 수상
- W.E. - 아벨 코제니오스키
- 밀레니엄 : 여자를 증오한 남자들 - 트렌트 리즈너 외 1명
- 휴고 - 하워드 쇼어
- 워 호스 - 존 윌리엄스

### 주제가상
- W.E. - 'Masterpiece' 수상
- 노미오와 줄리엣 - 'Hello Hello'
- 머신 건 프리처 - 'Keeper, The'
- 앨버트 놉스 - 'Lay Your Head Down'
- 헬프 - 'Living Proof, The'

### 작품상-TV 드라마
- 홈랜드 - 마이클 쿠에스타 수상
- 아메리칸 호러 스토리 - 데이빗 세멜 외 1명
- 보드워크 엠파이어 2 - 마틴 스콜세지 외 7명
- 보스 - 파해드 사피니아
- 왕좌의 게임 - 브라이언 커크 외 3명

### 여우주연상-TV 드라마
- 홈랜드 - 클레어 데인즈 수상
- 더 킬링 - 미레유 에노스
- 더 굿 와이프 3 - 줄리아나 마굴리스
- 리벤지 - 매들린 스토우
- 네세서리 러프니스 - 캘리 쏜

### 남우주연상-TV 드라마
- 보스 - 켈시 그래머 수상
- 보드워크 엠파이어 2 - 스티브 부세미
- 브레이킹 배드 5 - 브라이언 크랜스톤
- 보르지아 - 제레미 아이언스
- 홈랜드 - 데미안 루이스

### 작품상-TV 뮤지컬,코미디
- 모던 패밀리 3 - 제이슨 와이너 수상
- 인라이튼드 - 미구엘 아테타 외 2명
- 에피소드 - 제임스 그리피스
- 글리 3 - 에릭 스톨츠 외 1명
- 뉴 걸 - 제이크 캐스단

### 여우주연상-TV 뮤지컬,코미디
- 인라이튼드 - 로라 던 수상
- 뉴 걸 - 주이 디샤넬
- 30 락 - 티나 페이
- 빅 씨 2 - 로라 리니
- 팍스 앤 레크리에이션 - 에이미 포엘러

### 남우주연상-TV 뮤지컬,코미디
- 에피소드 - 맷 르블랑 수상
- 30 락 - 알렉 볼드윈
- 캘리포니케이션 - 데이비드 듀코브니
- 빅 뱅 이론 5 - 자니 갈렉키
- 헝 3 - 토마스 제인

### 작품상-TV 미니시리즈,영화
- 다운튼 애비 - 브라이언 켈리 외 2명 수상
- 시네마 베리테 - 샤리 스프링어 버먼 외 1명
- 디 아워 - 해리 브래드비어 외 2명
- 밀드레드 피어스 - 토드 헤인즈
- 투 빅 투 페일 - 커티스 핸슨

### 여우주연상-TV 미니시리즈,영화
- 밀드레드 피어스 - 케이트 윈슬렛 수상
- 디 아워 - 로몰라 가레이
- 시네마 베리테 - 다이안 레인
- 다운튼 애비 - 엘리자베스 맥거번
- 어프로프리어트 어덜트 - 에밀리 왓슨

### 남우주연상-TV 미니시리즈,영화
- 루더 시즌 2 - 이드리스 엘바 수상
- 다운튼 애비 - 휴 보네빌
- 투 빅 투 페일 - 윌리암 허트
- 페이지 에이트 - 빌 나이
- 디 아워 - 도미닉 웨스트

### 여우조연상-TV
- 아메리칸 호러 스토리 - 제시카 랭 수상
- 보드워크 엠파이어 2 - 켈리 맥도날드
- 다운튼 애비 - 매기 스미스
- 모던 패밀리 3 - 소피아 베르가라
- 밀드레드 피어스 - 에반 레이첼 우드

### 남우조연상-TV
- 왕좌의 게임 - 피터 딘클리지 수상
- 투 빅 투 페일 - 폴 지아마티
- 밀드레드 피어스 - 가이 피어스
- 시네마 베리테 - 팀 로빈스
- 모던 패밀리 3 - 에릭 스톤스트릿

## 같이 보기
- 할리우드 외신 기자 협회
- 제84회 아카데미상
- 제64회 프라임타임 에미상
- 제63회 프라임타임 에미상
- 제18회 미국 배우 조합상
- 제65회 영국 아카데미 영화상
- 제32회 골든 래즈베리상
- 2011년 영화